# Dioscuria
Die Dioscuria ist eine Ro-Pax-Fähre. Seit November 2024 fährt sie unter der Flagge Georgiens mit Heimathafen Batumi. Der Schiffsname bezieht sich auf die im 6. Jahrhundert v. Chr. auf dem Gebiet des heutigen Sochumi gegründeten griechischen Kolonie Dioscurias (Dioskurias). Die Legende besagt, dass die Zwillinge Castor und Pollux den Grundstein gelegt haben.

## Geschichte
Die Fähre wurde bei Kalmar Fartygsreparationer in Kalmar bestellt. Die Werft baute unter der Baunummer 435 das Achterschiff der Fähre selbst. Die Kiellegung fand hier am 10. Juni 1980 statt, der Stapellauf erfolgte am 3. Mai 1981. Das Vorschiff ließ die Werft unter der Baunummer 153 von FEAB-Marstrandverken in Marstrand bauen. Ein Mittschiffsteil wurde bei Götaverken in Göteborg gebaut. Die einzelnen Teile wurden 1981 in einem Trockendock der ehemaligen Werft Eriksbergs Mekaniska Verkstad zusammengefügt. Das Schiff wurde am 20. November 1981 auf den Namen Sagaland getauft und am 15. Dezember 1981 an die schwedische Reederei Johnsson Line abgeliefert.
Die Fähre wurde zunächst von der Reederei TT-Saga-Line als Saga Star zwischen Travemünde und Helsingborg, Malmö und Trelleborg eingesetzt. Der kurzfristige Namenswechsel war nötig, weil die ebenfalls schwedische Reederei Bronströms bereits ein Schiff mit dem Namen Sagaland betrieb. Ende 1982 wurde die Fährverbindung zwischen Travemünde und Helsingborg sowie Malmö eingestellt, so dass die Fähre nun zwischen Travemünde und Trelleborg verkehrte. Im April 1988 wurde die Fähre an die französische Reederei Compagnie Méridionale de Navigation verkauft, einer französischen Fährgesellschaft, die Fähren zwischen dem französischen Festland und den Mittelmeerinseln Korsika und Sardinien betreibt. Sie fuhr aber zunächst noch bis August 1988 in Charter der TT-Saga-Line. Von Oktober 1988 bis Februar 1989 wurde sie in Charter der dänischen Reederei DFDS auf den Strecken von Bremerhaven bzw. Cuxhaven nach Esbjerg bzw. Immingham und Harwich eingesetzt. Anschließend wurde die Fähre ins Mittelmeer verlegt und verkehrte nach einem Umbau in Marseille als Girolata zwischen Marseille und Bastia auf Korsika.
Im August 1993 wurde die Fähre wieder an die TT-Line verchartert und erneut als Saga Star zwischen Travemünde und Trelleborg eingesetzt. Im Juni 1995 wurde sie auf die von der TR-Line betriebenen Fährverbindung zwischen Rostock und Trelleborg verlegt. Im Juli 1997 kaufte die TT-Line das Schiff von der Compagnie Méridionale de Navigation zurück. Im Oktober 2001 wurde die Fähre aus der Fahrt genommen und im Januar 2002 nach Frankreich an die Reederei Conseil Général de Seine Maritime verkauft. Das gründlich modernisierte und in Dieppe umbenannte Schiff wurde von Mai 2002 bis November 2006 von Transmanche Ferries über den Ärmelkanal zwischen Dieppe und Newhaven eingesetzt.
Im November 2006 wurde die Fähre an die polnische Reederei Polska Żegluga Bałtycka (Polferries) verkauft und nach einem Umbau am 15. Januar 2007 als Baltivia wieder in Fahrt gebracht. Die Fähre wurde auf den Fährverbindungen zwischen Świnoujście und Ystad bzw. Danzig und Nynäshamn eingesetzt. Im Juli 2024 wurde sie auf der Strecke zwischen Świnoujście und Ystad durch die Varsovia ersetzt.
Seit November 2024 fährt sie unter der Flagge Georgiens mit Heimathafen Batumi.

## Technische Daten und Ausstattung
Das Schiff wird von vier Achtzylinder-Viertakt-Dieselmotoren des Typs Pielstick 8PC2-5L-400 mit zusammen 13.240 kW Leistung angetrieben. Die Motoren wirken über Untersetzungsgetriebe auf zwei Verstellpropeller. Das Schiff ist mit zwei Bugstrahlrudern ausgestattet.
Für die Stromerzeugung stehen zwei von den Hauptmotoren angetriebene Wellengeneratoren mit jeweils 1250 kVA Scheinleistung sowie drei von Dieselmotoren angetriebene Generatoren mit jeweils 1058 kVA Scheinleistung zur Verfügung. Weiterhin wurde ein von einem Dieselmotor angetriebener Notgenerator mit 291 kVA Scheinleistung verbaut.
Das Schiff ist mit zwei Flossenstabilisatoren ausgerüstet.

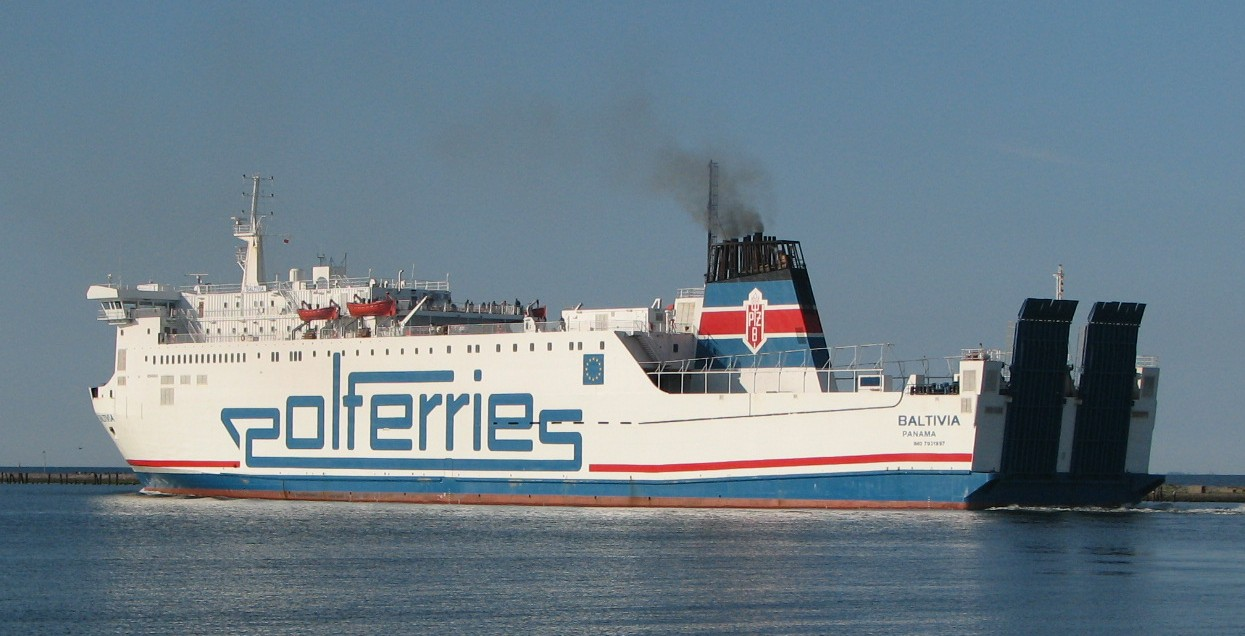
Heckansicht der Fähre mit den beiden Heckrampen

Die Fähre verfügt über neun Decks. Zwei davon sind Fahrzeugdecks mit jeweils sechs Fahrspuren. Das untere, durchlaufende Fahrzeugdeck ist über herunterklappbare Rampen am Bug und am Heck zugänglich. Die Bugrampe befindet sich hinter einem Bugvisier. Am Heck befinden sich zwei Rampen. Das obere Fahrzeugdeck ist über herunterklappbare Rampen im Schiff zugänglich. Der hintere Teil des oberen Fahrzeugdecks ist nach oben offen.
Oberhalb der Fahrzeugdecks befinden sich die Decks 7 bis 9, unter anderem mit den Einrichtungen für die Passagiere. Auf Deck 7 befinden sich unter anderem ein Großteil der Kabinen, ein Raum mit Ruhesesseln, ein Selbstbedienungsrestaurant, ein Café und ein Shop. Auf Deck 8 befinden sich zwei weitere Kabinen, ein großes Sonnendeck mit Sitzbänken sowie Kabinen für die Schiffsbesatzung. Deck 9 ist das Brückendeck. Hier befinden sich ein weiteres für Passagiere zugängliche Sonnendeck mit ein paar Sitzgelegenheiten, weitere Kabinen für die Schiffsbesatzung und Schiffsbetriebsräume sowie die Brücke. Diese ist über die gesamte Breite geschlossen. Zur besseren Übersicht bei An- und Ablegemanövern und dem Navigieren in engen Fahrwassern gehen die Nocken etwas über die Schiffsbreite hinaus.
Die Fähre kann 250 Passagiere (244 Passagiere laut Angaben im Decksplan) befördern. Für sie stehen 174 Betten in 50 Kabinen sowie 48 Ruhesessel zur Verfügung. Auf den Fahrzeugdecks können 75 Lkw (82 Lkw laut Angaben im Decksplan) und 30 Pkw befördert werden.

## Anmerkung
1. ↑  Der Bau von Vor- und Achterschiff auf den genannten Werften ist auch bei der Klassifikationsgesellschaft vermerkt, der Bau eines Mittschiffsteils bei Götaverken jedoch nicht.